# 学校法人生光学園

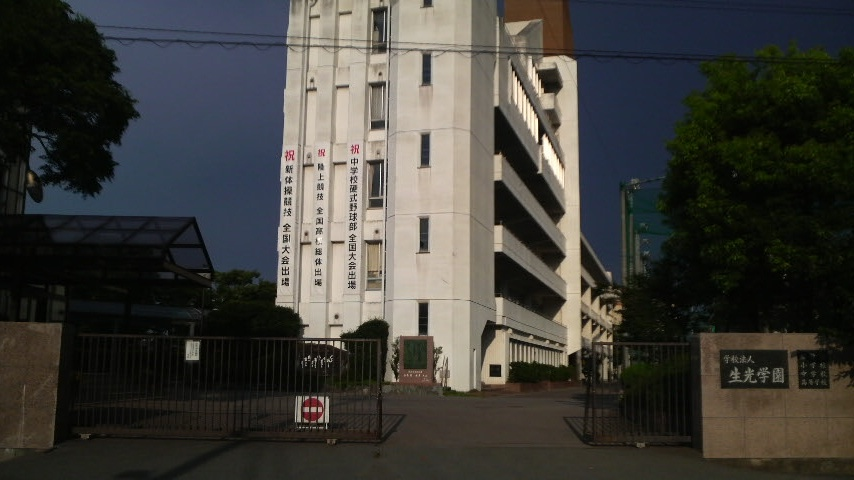
生光学園中学校・高等学校

学校法人 生光学園（がっこうほうじん せいこうがくえん、英称:Seiko Gakuen）とは、徳島県徳島市応神町中原38に位置する学校法人である。

## 沿革
- 1947年 - 美馬昇によって生光商業専門学校を設立。
- 1952年 - 財団法人「生光学園」を設立。
- 1954年 - 学校法人「生光学園」を設立。
- 1962年 - 生光幼稚園を開園（3歳児保育開始、徳島県初）。
- 1966年 - 生光小学校を開校。
- 1973年 - 生光中学校を開校。
- 1979年 - 生光高等学校を開校。
- 1984年 - 校名を生光学園幼稚園・小学校・中学校・高等学校に変更。学園本部事務局を北前川町3丁目から徳島市応神町中原へ移転。
- 2010年 - 同学園の顧問が、建設業者に対し不適正な支出をしていたことが判明し、徳島県が同学園への補助金を減額する処分（記事）。

## 学園
| 学校名           | 創立   | 備考               |
| ---------------- | ------ | ------------------ |
| 生光学園高等学校 | 1979年 | 旧名は生光高等学校 |
| 生光学園中学校   | 1973年 | 旧名は生光中学校   |
| 生光学園小学校   | 1966年 | 旧名は生光小学校   |
| 生光学園幼稚園   | 1962年 | 旧名は生光幼稚園   |